# Asura floccosa
Asura floccosa là một loài bướm đêm thuộc phân họ Arctiinae, họ Erebidae.